# Misaki Matsutomo
Misaki Matsutomo (松友 美佐紀?, Matsutomo Misaki; Tokushima, 8 febbraio 1992) è una giocatrice di badminton giapponese vincitrice della medaglia d'oro a Rio de Janeiro 2016 nel doppio femminile, in coppia con Ayaka Takahashi.

## Palmarès
- Olimpiadi

Rio de Janeiro 2016: oro nel doppio femminile.
- Giochi asiatici

Incheon 2014: argento nel doppio femminile e bronzo a squadre femminile.
- Campionati asiatici di Badminton

Wuhan 2016: oro nel doppio femminile.
Hyderabad 2016: argento a squadre femminile.
- Mondiali giovanili

Guadalajara 2010: argento nel singolo ragazze.